# Lijst van voetbalinterlands India - Taiwan
Deze lijst van voetbalinterlands is een overzicht van alle officiële voetbalwedstrijden tussen de nationale teams van India en Taiwan (Chinees Taipei). De landen hebben tot op heden negen keer tegen elkaar gespeeld. De eerste ontmoeting, een vriendschappelijke wedstrijd, was op 24 augustus 1966 in Kuala Lumpur (Maleisië). De laatste confrontatie, eveneens een vriendschappelijke wedstrijd, vond plaats op 1 juni 2018 in Mumbai.

## Wedstrijden
| № | Plaats        | Datum            | Competitie                          | Wedstrijd              | Uitslag |
| - | ------------- | ---------------- | ----------------------------------- | ---------------------- | ------- |
| 1 | Kuala Lumpur  | 24 augustus 1966 | Vriendschappelijk                   | Taiwan − India         | 0 − 1   |
| 2 | Kuala Lumpur  | 22 augustus 1967 | Vriendschappelijk                   | Taiwan − India         | 1 − 1   |
| 3 | Kuala Lumpur  | 30 juli 1970     | Vriendschappelijk                   | Taiwan − India         | 1 − 0   |
| 4 | Teheran       | 7 september 1974 | Aziatische Spelen 1974              | Taiwan − India         | 7 − 1   |
| 5 | Margao        | 24 mei 2008      | Vriendschappelijk                   | India − Chinees Taipei | 3 − 0   |
| 6 | Chennai       | 27 mei 2008      | Vriendschappelijk                   | India − Chinees Taipei | 2 − 2   |
| 7 | Petaling Jaya | 21 maart 2011    | AFC Challenge Cup 2012 kwalificatie | India − Chinees Taipei | 3 − 0   |
| 8 | Yangon        | 2 maart 2013     | AFC Challenge Cup 2014 kwalificatie | India − Chinees Taipei | 2 − 1   |
| 9 | Mumbai        | 1 juni 2018      | Vriendschappelijk                   | India − Chinees Taipei | 5 − 0   |

## Samenvatting
| Competitie                     | Totaal gespeeld | Winst India | Gelijk | Winst Chinees Taipei | Doelsaldo India – Chinees Taipei |
| ------------------------------ | --------------- | ----------- | ------ | -------------------- | -------------------------------- |
| AFC Challenge Cup-kwalificatie | 2               | 2           | 0      | 0                    | 5 − 1                            |
| Aziatische Spelen              | 1               | 0           | 0      | 1                    | 1 − 7                            |
| Vriendschappelijk              | 6               | 3           | 2      | 1                    | 12 − 4                           |
| Totaal                         | 9               | 5           | 2      | 2                    | 18 − 12                          |

AIFF · A-Internationals · Bondscoaches · Statistieken · Olympisch elftal · Indiaas vrouwenelftal · India U21 · India U20 · India U19 · India U18 · India U17
1930 – 1949 · 
1950 – 1959 · 
1960 – 1969 · 
1970 – 1979 · 
1980 – 1989 · 
1990 – 1999 · 
2000 – 2009 · 
2010 – 2019 ·
2020 − 2029
Afghanistan ·
Argentinië ·
Australië ·
Azerbeidzjan · 
Bahrein ·
Bangladesh ·
Bhutan ·
Brunei ·
Cambodja ·
China ·
Curaçao ·
Fiji ·
Filipijnen ·
Finland ·
Ghana ·
Guam ·
Guyana ·
Hongarije ·
Hongkong ·
IJsland ·
Indonesië ·
Irak ·
Iran ·
Israël ·
Jamaica ·
Japan ·
Jemen ·
Jordanië ·
Kameroen ·
Kenia ·
Kirgizië ·
Koeweit ·
Laos ·
Libanon ·
Macau ·
Malediven ·
Maleisië ·
Marokko ·
Mauritius ·
Mongolië ·
Myanmar ·
Namibië ·
Nepal ·
Nieuw-Zeeland ·
Noord-Korea ·
Oezbekistan ·
Oman ·
Pakistan ·
Palestina ·
Peru ·
Polen ·
Puerto Rico ·
Qatar ·
Saint Kitts en Nevis ·
Saoedi-Arabië ·
Singapore ·
Sovjet-Unie ·
Sri Lanka ·
Suriname ·
Syrië ·
Tadzjikistan ·
Taiwan ·
Thailand ·
Trinidad en Tobago ·
Turkmenistan ·
Uruguay ·
Vanuatu ·
Verenigde Arabische Emiraten ·
Vietnam ·
Wit-Rusland ·
Zambia ·
Zuid-Korea ·
Zuid-Vietnam
CTFA ·
Bondscoaches ·
vrouwenvoetbalelftal ·
Topscorers
Afghanistan ·
Australië ·
Bahrein ·
Bangladesh ·
Brunei ·
Cambodja ·
Fiji ·
Filipijnen ·
Grenada ·
Guam ·
Hongkong ·
India ·
Indonesië ·
Irak ·
Iran ·
Israël ·
Japan ·
Jordanië ·
Kenia ·
Kirgizië ·
Koeweit ·
Laos ·
Macau ·
Maleisië ·
Mongolië ·
Myanmar ·
Nepal ·
Nieuw-Zeeland ·
Noord-Korea ·
Oezbekistan ·
Oman ·
Oost-Timor ·
Pakistan ·
Palestina ·
Panama ·
Saint Kitts en Nevis ·
Salomonseilanden ·
Saoedi-Arabië ·
Singapore ·
Sri Lanka ·
Syrië ·
Thailand ·
Trinidad en Tobago ·
Turkmenistan ·
Vietnam ·
Zuid-Korea ·
Zuid-Vietnam